# Улица Николая Бажана (Харьков)
Улица Николая Бажана (укр. Вулиця Миколи Бажана) — расположена в Новобаварском районе города Харькова. Начинается от улицы Москалёвской и в конце переходит в улицу Рябиновую. До 2016 года улица Кривомазова.
По данным администрации Октябрьского района г. Харькова, асфальтобетонное покрытие проезжей части имеет площадь 5400 м² и длину около 770 м.
Улица была основана в XIX веке и изначально носила название Александровская (Лаврова). 20.09.1936 г. решением № 55 Президиума Харьковского городского совета улица Александровская (Лаврова) переименована в Кривомазовскую в честь большевика Кривомазова Михаила Николаевича. В годы немецкой оккупации (1942—1943) улице давалось имя Кошевого Ивана Сирка. 25 декабря 2002 года утверждено название Кривомазовская в реестре названий урбанонимов г. Харькова. 28 апреля 2004 г. решением городского совета уточнено название улицы и в реестр топонимов города внесли название улицы Кривомазова.
Распоряжением харьковского городского головы от 02.02.2016 №7 "Про перейменування об’єктів топоніміки міста Харкова" улицу Кривомазова переименовано в улицу Николая Бажана.
В 1928 году по улице начал ходить трамвай, маршрут № 7. Кроме трамвая ходило и маршрутное такси № 112е (от Новоселовки до станции метро Центральный рынок), в 2019 году маршрут был закрыта.